# Хольидъяха
Хольидъяха (устар. Хольдид-Яха) — река в России, протекает по Ямало-Ненецкому АО. Устье реки находится в 18 км по левому берегу реки Тыяха. Длина реки составляет 32 км.

## Данные водного реестра
По данным государственного водного реестра России относится к Нижнеобскому бассейновому округу, водохозяйственный участок реки — Надым. Речной бассейн реки — Надым.
Код объекта в государственном водном реестре — 15030000112115300051023.